# DR 805 und 806
Die DR 805–806 waren Ende der 1920er Jahre entwickelte Triebwagen der Deutschen Reichsbahn Gesellschaft für den Personenverkehr auf Nebenbahnen. Sie sind eine modifizierte Version der 801–804 mit geänderten Wagenkasten. Die Fahrzeuge waren nicht lange im Betrieb und seit Anfang der 1930er Jahre nicht mehr im Personenverkehr eingesetzt.

## Geschichte
Diese beiden Fahrzeuge wurden als Eßlinger Triebwagen wegen des Herstellers und der Kraftübertragung bezeichnet. Sie wurden schon 1932 aus dem Personenverkehr zurückgezogen und ihre freigewordenen Nummern den späteren 135 000 und 001 vorläufig zuerkannt, den ersten Leichtbautriebwagen mit dieselelektrischer Kraftübertragung.
Bestellt wurden die beiden Triebwagen 1925, im Juli 1927 wurden sie an die Reichsbahndirektion Stuttgart ausgeliefert. Eingesetzt wurden die Fahrzeuge im Bahnbetriebswerk Tübingen. Spätestens wurden sie 1932 zu Fahrleitungsprüfwagen umgebaut und unter den Inventarnummern 701 405 und 701 406 im Bereich der Reichsbahndirektion Halle eingesetzt.

## Konstruktive Merkmale
Der Wagenkasten war eine Konstruktion eines Personenwagens mit Tonnendach in Stahlnietbauweise, der im Bereich der Einstiegsräume auf 2.440 mm eingezogen wurde und Einstiegstüren an den Fahrzeugenden besaß. Das Tonnendach des Wagens war an den Enden herabgezogen. Der Fahrgastraum lag zwischen den Einstiegsbereichen und war in der Mitte durch eine Trennwand geteilt. Er besaß insgesamt 42 Sitzplätze. Das Laufwerk war so gestaltet, dass beide Achsen als freie Lenkachsen ausgebildet waren.
Entgegen der Reihe 801 bis 804 war die Maschinenanlage quer zur Fahrtrichtung angeordnet und bestand aus dem Dieselmotor MAN W6V 11(18) und einem Vierganggetriebe der Maschinenfabrik Esslingen. Durch die Querstellung konnte auf eine Gelenkwelle mit Kegelrad auf die Antriebsachse verzichtet werden, die Lagerung der Antriebsanlage war nach dem Prinzip eines Tatzlager-Antriebes aufgebaut. Alle Stirnräder der Leistungsübertragung waren pfeilverzahnt. Alle Zahnradpaare des Getriebes standen ständig im Eingriff. Die Gänge wurden durch Öldruckkupplungen geschaltet. Auch die Schaltung der Wendestufe wurde durch Öldruckkupplungen realisiert.